# Wastl am Wald

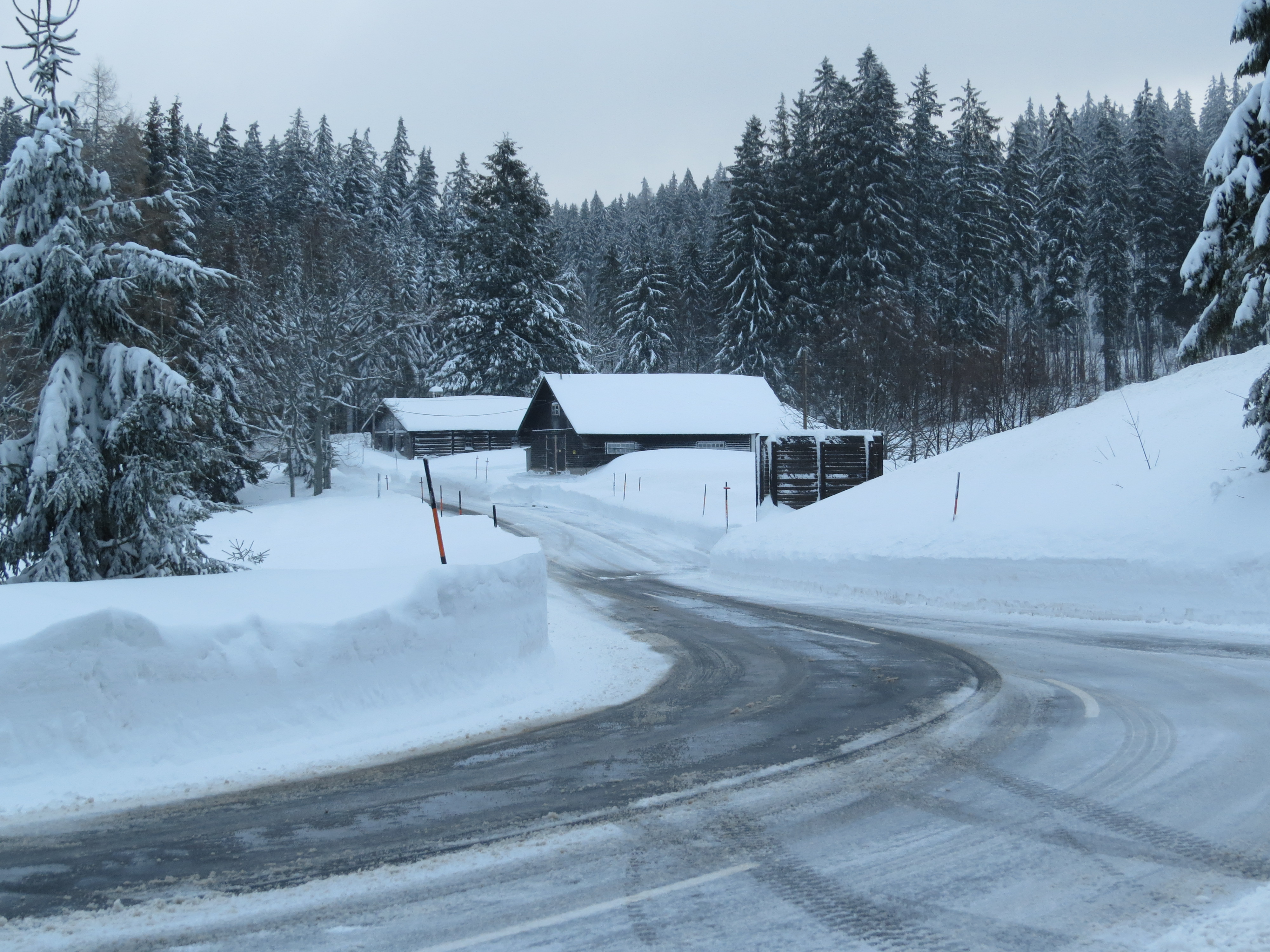
Standort des ehemaligen Berggasthauses Wastl am Wald (Jänner 2019)

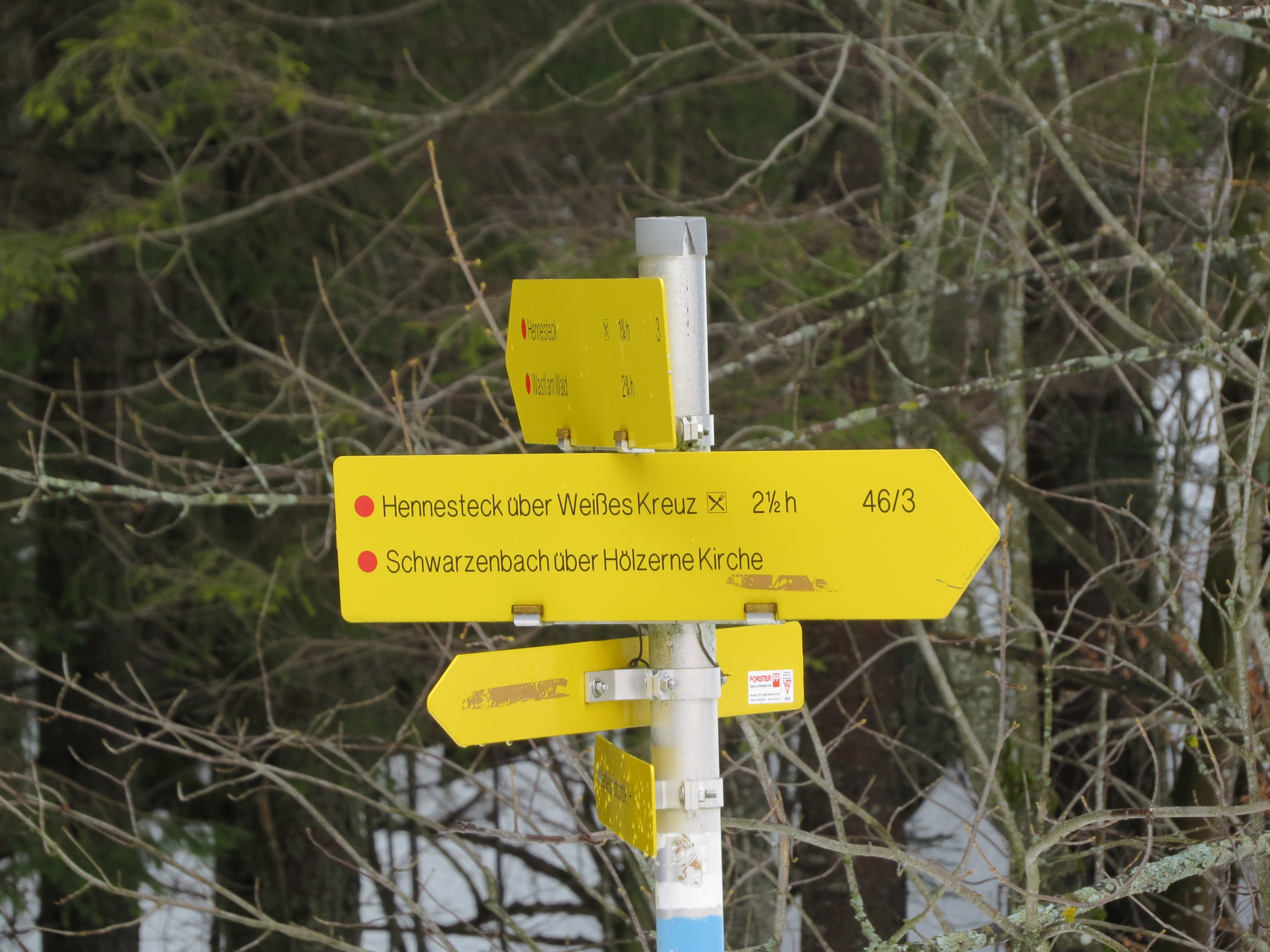
Wegweiser nach Wastl am Wald in Annaberg (Jänner 2018)

Wastl am Wald ist ein Höhenzug in den niederösterreichischen Kalkalpen, der nach einem bekannten Berggasthaus seinen Namen hat. Er liegt am Übergang von den Türnitzer Alpen zum Ötscherland.
Der Name ist in der zweiten Hälfte des 19. Jahrhunderts entstanden und geht auf den Holzknecht und späteren Gastwirt Sebastian Weinberger zurück, den die Einheimischen aufgrund seines Vornamens Wastl nannten.
Die rustikale Gaststätte befand sich an einem sanften Sattel (Passhöhe 1006 m) der Puchenstubner Straße B 28 von Puchenstuben nach Gösing an der Mariazellerbahn auf knapp 1000 m ü. A., während der Höhenzug bis etwa 1200 m ansteigt. Seit einigen Jahren ist das Gasthaus geschlossen.
Das Gebiet liegt nahe der Mariazellerbahn, welche den Höhenzug im Gösingtunnel unterfährt, und ist daher ein idealer Ausgangspunkt für abwechslungsreiche Ausflüge und Rundwanderwege in alle Richtungen: nach Westen steil hinab in die Canyons der Ötschergräben, den kurvenreichen Bahnwanderweg entlang oder nach Osten zu den sanften Bergen rings um das Hennesteck. Auch für weglose Erkundungen von geologischen Strukturen wie die steilen Felswände der Hennmauer oder des Mitterkeils gibt es Themen, und der wildreiche Waldbestand ist ein Dorado für Wochenend-Jäger.
Die Nachbarberge im Norden und Osten des „Wastl“ haben Höhen um die 1200 bis 1300 m ü. A.